# Le Torrent (film, 2022)
Pour les articles homonymes, voir Le Torrent.
Pour plus de détails, voir Fiche technique et Distribution.
Le Torrent est un film français réalisé par Anne Le Ny, sorti en 2022.

## Synopsis
Un soir, après être rentré d'une sortie au théâtre, Alexandre découvre fortuitement dans une clé USB trouvée par terre dans son salon, des photos dénudées de sa femme Juliette avec un amant. S'ensuit une dispute conjugale, et de rage, Juliette quitte le domicile à pied. Alexandre prend sa grosse voiture, la rattrape et gare son véhicule de telle sorte qu'il lui coupe le chemin. La dispute reprend, Juliette refusant de monter à bord malgré les suppliques d'Alexandre. Elle se hisse au-dessus du muret qui longe la route, mais avec ses chaussures à talons qu'elle avait mise pour la sortie au théâtre, elle est en équilibre précaire. Elle trébuche, et meurt dans sa chute dans un ravin. Les fortes intempéries de la nuit emportent ensuite son cadavre. Alexandre, qui a assisté à l'accident, est catastrophé. Il pense se rendre à la gendarmerie pour expliquer le caractère accidentel de la mort de son épouse, et prouver ainsi sa bonne foi. C'est aussi l'occasion pour lui de se rapprocher de sa fille aînée Lison, issue d'un précédent mariage. Elle vit avec le remords d'être involontairement à l'origine de la dispute entre son père et sa belle-mère puisque c'est elle qui avait fouillé le contenu de la clé USB sans savoir ce qu'il y avait dedans, et qui l'a laissée par terre par inadvertance au moment du retour de soirée du couple. Lison souhaite défendre son père alors que l'enquête de gendarmerie semble l'accabler.

## Fiche technique
Sauf indication contraire, les informations mentionnées dans cette section peuvent être confirmées par les bases de données cinématographiques IMDb, Allociné et Unifrance,  présentes dans la section « Liens externes ».
- Titre original : Le Torrent
- Réalisation : Anne Le Ny
- Scénario : Axelle Bachman et Anne Le Ny
- Musique : Benjamin Esdraffo
- Décors : Stéphane Taillasson
- Costumes : Camille Rabineau
- Photographie : Laurent Dailland
- Son : Cyril Holtz
- Montage : Guerric Catala
- Production : Bruno Levy
- Sociétés de production : Move Movie ; C8 Films, SND Films, Canal + et Ciné + (coproductions)
- Société de distribution : SND
- Budget : 3,9 millions d’euros[1]
- Pays de production :  France
- Langue originale : français
- Format : couleur
- Genre : thriller dramatique
- Durée : 102 minutes
- Dates de sortie :
  - France : 11 novembre 2022 (Arras Film Festival) ; 30 novembre 2022 (sortie nationale)
  - Belgique, Suisse romande : 30 novembre 2022

## Distribution
Sauf indication contraire, les informations mentionnées dans cette section peuvent être confirmées par la base de données cinématographiques Allociné,  présente dans la section « Liens externes ».
- José Garcia : Alexandre
- André Dussollier : Patrick, père de Juliette
- Christiane Millet : Brigitte, mère de Juliette
- Capucine Valmary : Lison, fille d'Alexandre
- Ophélia Kolb : Juliette, épouse d'Alexandre
- Anne Le Ny : la capitaine de gendarmerie Da Silva
- Zéphyr Elis : Darius
- Victor Pontecorvo : Antoine
- Florence Muller : la mère de Lison

## Production

### Genèse et développement
Le film a reçu un soutien financier de la région Grand Est, du Conseil départemental des Vosges et de l’agglomération d’Épinal.

### Tournage
Le Torrent est tourné du 16 novembre au 24 décembre 2020, sur une durée de 40 jours, entièrement dans la région Grand Est, dans le département des Vosges pour les paysages, notamment à Gérardmer,,, tandis que d'autres scènes sont tournées à La Bresse, au Valtin, à Épinal, au Lac d'Alfeld et sur la Route des Crêtes[réf. souhaitée].

## Accueil

### Accueil critique
En France, le site Allociné donne une note de 2.7⁄5, après avoir recensé 14 titres de presses.
Pour la critique de 20 Minutes, « Dans Le Torrent, José Garcia est éblouissant dans le rôle d’un homme qui s’empêtre dans le mensonge pour expliquer la disparition de sa jeune femme ».
CNews estime de son côté que « D’une construction assez classique, Le torrent parle de trahison et s’attarde surtout sur la relation complexe – et parfois toxique – entre un père qui cherche à garder la face et sa fille qui essaie quant à elle de trouver sa place ».
La rédaction du Figaro dit que « L'actrice et réalisatrice Anne Le Ny filme l'engrenage de mensonges comme un thriller hitchcockien à la spirale toxique. André Dussollier, en père éploré, enquête de son côté. Mais le suspense est trop mince, et le drame s'évente assez vite, malgré la présence lumineuse de la jeune Capucine Valmary, qui, seule, arrive à tirer son épingle du jeu ».
Le Parisien parle en ces mots : « L’indifférence du personnage principal à la mort de sa femme contamine le spectateur au fur et à mesure que les enjeux dramatiques se dégonflent. On appréhende la réaction de l’enfant, on tremble face aux menaces de l’amant… Et puis, finalement, il ne se passe pas grand-chose : parce qu’il manque d’émotion, le film manque de suspense ».
Dans les critiques les plus négatives, on retrouve celle des Inrockuptibles : « Mais bien plus que d’un torrent, le film à l’air d’une petite flaque morte. Même le décès d’une femme, simple prétexte scénaristique, jamais traité émotionnellement par le film, ne parvient à l’agiter. » ; ainsi que celle du site Première : « Anne Le Ny s’essaie au thriller sans jamais parvenir à faire naître le suspense qu’elle ambitionne de distiller. La faute à un scénario trop cousu de fil blanc et à des personnages manquant de nuances et de trouble »,.

### Box-office
Pour son premier jour d'exploitation dans les salles française, Le Torrent cumule 28 318 entrées, dont 7 363 en avant-première, pour un total de 1 750 séances proposées. Le film parvient donc à se positionner en seconde place du box-office des nouveautés pour leur premier jour, derrière le film jeunesse Enzo le croco (52 724) et devant la comédie satirique française Fumer fait tousser (15 617).
Pour sa première semaine au box-office, le film reste en seconde position en totalisant 153 920 entrées, derrière Wakanda Forever (241 476) et devant Enzo le croco (132 431). En semaine 2, le long-métrage chute à la sixième place du box-office avec 77 678 entrées supplémentaires, avant de le quitter la semaine suivante.
| Pays ou région | Box-office      | Date d'arrêt du box-office | Nombre de semaines |
| -------------- | --------------- | -------------------------- | ------------------ |
| France         | 300 901 entrées | 24 janvier 2023            | 8                  |
| Total mondial  | - $             | -                          | -                  |